# ヒョウ
ヒョウ（豹、学名: Panthera pardus）は、哺乳類食肉目ネコ科ヒョウ属に分類される食肉類。

## 分布
アフリカ大陸からアラビア半島・東南アジア・極東ロシアにかけて
ネコ科の構成種では、最も広域に分布しており、現生種やホラアナヒョウのような化石種は更新世にはヨーロッパや日本列島にも到達していた。

## 形態
頭胴長（体長）100 - 150センチメートル。尾長50 - 101センチメートル。体重オス20 - 90キログラム、メス17 - 42キログラム。アフリカ南部・東部や中央アジアの個体群は大型で、中央アジアや南アフリカ共和国沿岸部の山地の個体群は小型とされる。全身は柔らかい体毛で密に被われる。背面の毛衣は淡黄褐色や淡褐色で、腹面の毛衣は白い。頭部や頸部、腹面には黒い斑点が入り、背面や体側面には黒い斑点が花のように並ぶ斑紋が入る。
四肢はやや短い。
出産直後の幼獣は、体重0.4 - 0.6キログラム。乳頭の数は4個。

## クロヒョウ

クロヒョウ

毛衣が黒い黒化個体（クロヒョウ）は突然変異（劣性遺伝）で生じる。黒化個体（メラニズム）は湿度の高い熱帯林や亜熱帯林・山地林でみられるが、乾燥林でみられることもある。地域別ではアジア南部、特にマレーシアやジャワ島の個体群では黒化個体が多いとされる。黒化個体にも斑紋があり、赤外線照射を用いれば個体識別が可能とされる。アジアでは個体群の半分を占める程だが、アフリカでは極めて稀で、2019年にケニアで110年ぶりに撮影された。

## 分類

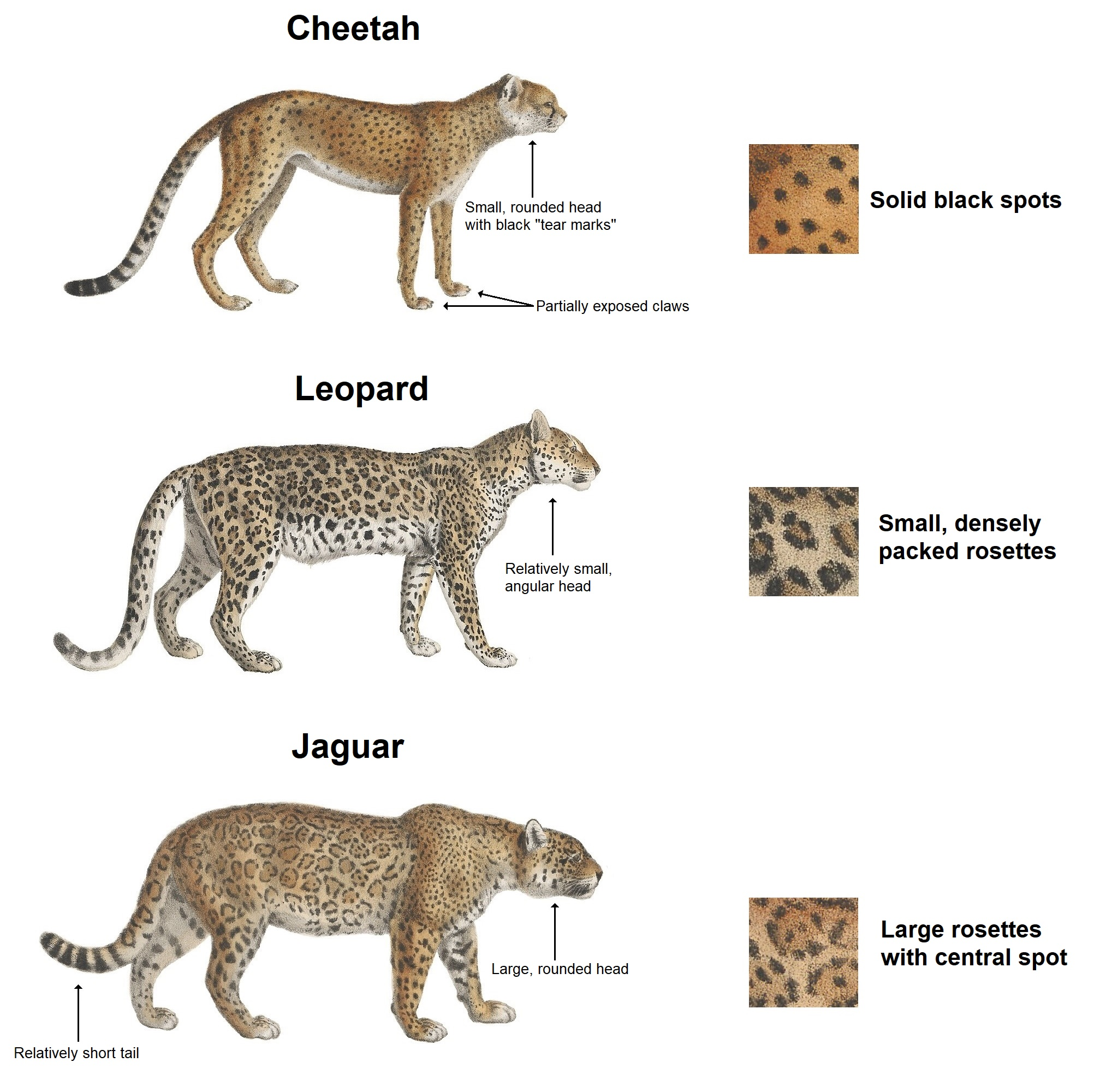
チーター、ヒョウ、ジャガーの見分け方

以下の亜種の分類・分布は、Stein & Hayssen(2013)に従う。和名はBertram・今泉訳(1986)に従う。
Panthera pardus pardus (Linnaeus, 1758)
アフリカ大陸（主にスーダンのサヘル地域からガボン以南）。サハラ砂漠にはほとんど分布しないがアルジェリア南東部・エジプト東部・ニジェール・モロッコのアトラス山脈に小規模な個体群が隔離分布し、ナイジェリアからセネガルにかけても分布する。
ザンジバルヒョウP. p. adersi、バーバリーヒョウP. p. pantheraはシノニムとする。
Panthera pardus ciscaucasica Satunin, 1914
アゼルバイジャン、アフガニスタン、アルメニア（ナゴルノ・カラバフ共和国含む）、イラン、ジョージア、トルクメニスタン、トルコ、パキスタン、ロシア（コーカサス地方北部）
P. p. saxicolor、アナトリアヒョウP. p. tullianaはシノニムとする。
Panthera pardus delacouri Pocock, 1930
東南アジア、中国南部
Panthera pardus fusca (Meyer, 1794) インドヒョウ Indian leopard
インド
Panthera pardus japonensis (Gray, 1862) キタシナヒョウ North China leopard
中国北部
Panthera pardus kotiya Deraniyagala, 1956 スリランカヒョウ
スリランカ
Panthera pardus melas (Cuvier, 1809) ジャワヒョウ Javan Leopard
ジャワ島
Panthera pardus nimr (Hemprich & Ehrenberg, 1833) アラビアヒョウ
アラビア半島
シナイヒョウP. p. jarvisiはシノニムとする。
Panthera pardus orientalis (Schlegel, 1857) チョウセンヒョウ、アムールヒョウ Amur leopard
中国東北部、ロシア極東部、朝鮮半島
以下の亜種の分類・分布は、IUCN SSC Cat Specialist Group(2017)に従う。
Panthera pardus pardus (Linnaeus, 1758)
アフリカ大陸
分子系統解析では、大きく2系統に分かれるという解析結果が得られている。亜種アラビアヒョウがシノニムとなる可能性がある。
Panthera pardus delacouri Pocock, 1930
東南アジア
Panthera pardus fusca (Meyer, 1794)
インド、中国、ミャンマー
P. p. kotiyaがシノニムとなる可能性がある。
Panthera pardus kotiya Deraniyagala, 1956
スリランカ
Panthera pardus melas (Cuvier, 1809)
ジャワ島
Panthera pardus nimr (Hemprich & Ehrenberg, 1833) アラビアヒョウ
アラビア半島
Panthera pardus orientalis (Schlegel, 1857)
東アジア（中国からロシア極東部）
P. p. japonensisはシノニムとされ、P. p. delacouriもシノニムとなる可能性がある。
Panthera pardus tulliana
P. p. tullianaとP. p. ciscaucasicaの元となった個体群が明確になれば、P. p. ciscaucasicaの学名が復活する可能性もある。
- アフリカヒョウ Panthera pardus pardus
- アラビアヒョウ Panthera pardus nimr
- ペルシャヒョウ Panthera pardus tulliana
- インドヒョウ Panthera pardus fusca
- スリランカヒョウ Panthera pardus kotiya
- アムールヒョウ Panthera pardus orientalis

## 生態

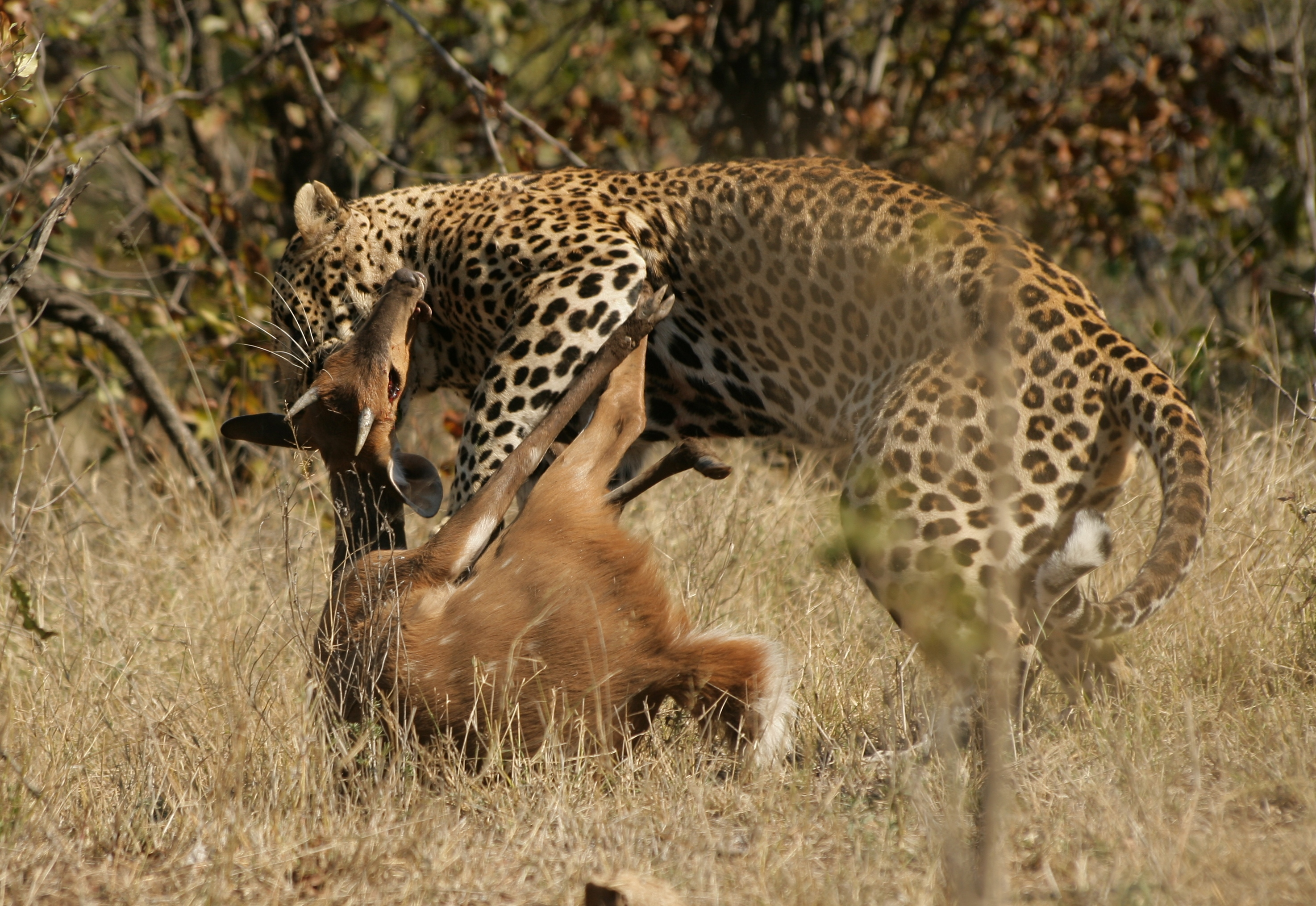
ブッシュバックを捕らえたヒョウ

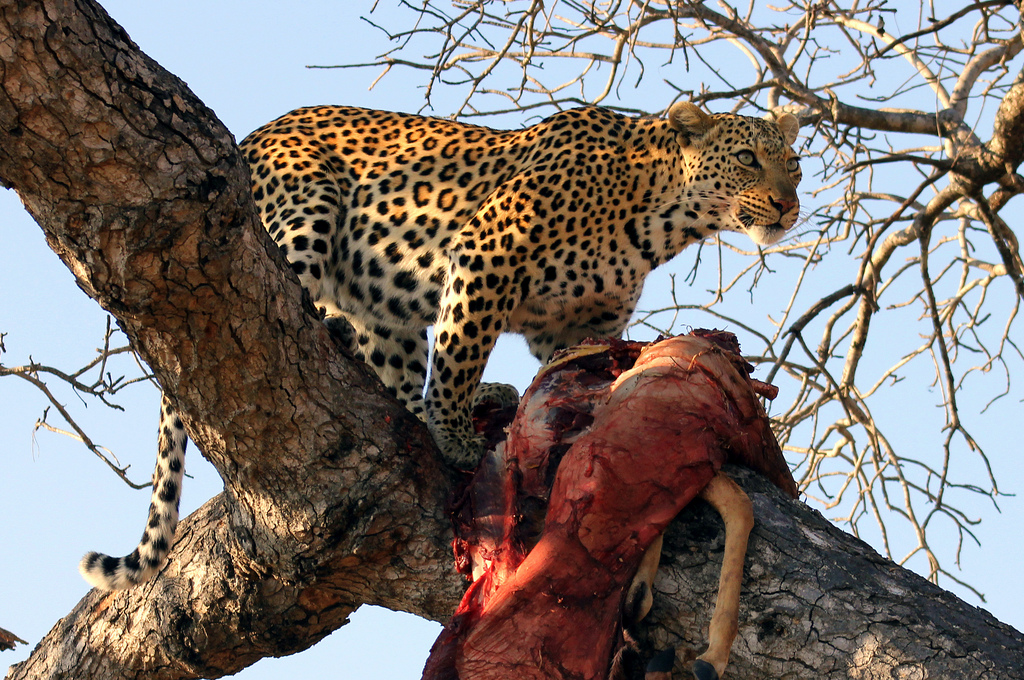
獲物を樹上に運ぶヒョウ

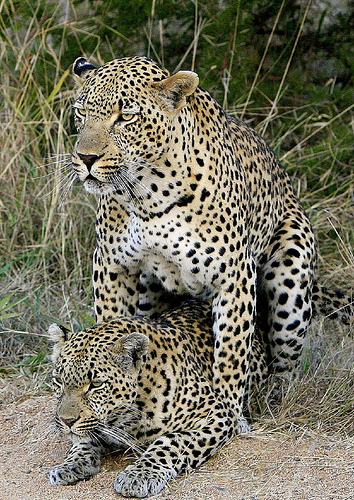
ヒョウの交尾

サバンナや熱帯雨林・半砂漠など様々な環境に生息し、都市部の郊外に生息することもある。夜行性。群れを形成せず単独で生活する。
主に小型から中型の有蹄類を食べインパラ・ウォーターバック・セーブルアンテロープ・ローンアンテロープ・ゴーラルNaemorhedus goral・スプリングボック・ニアラ・パサン・ブッシュダイカー・ハーテビースト属・バーバリーシープなどのウシ科、アカカワイノシシ・カワイノシシ・イボイノシシ類などのイノシシ科、アクシスジカ・マエガミジカ・ホエジカ属Muntiacusなどのシカ科、ミズマメジカHyemoschus aquaticusなどを食べる。まれに大型の有蹄類の成獣を捕食することもあり、記録があるもので最も大型の獲物としてイランドの成獣を狩った例もある。一方で多様な獲物を襲い他の哺乳類ではケープハイラックス、ウスゲアブラヤシリスProtoxerus stangeri・アカアシアラゲジリスXerus erythropusなどの齧歯類、アフリカジャコウネコCivettictis civetta・ヨーロッパジェネットGenetta genetta・シママングース・コビトマングースHelogale parvulaなどの食肉類、オナガセンザンコウManis tetradactyla・キノボリセンザンコウManis tricuspis・サバンナセンザンコウManis temminckiiなどの鱗甲類、アヌビスヒヒ・チャクマヒヒ・ダイアナモンキー・ブラッザモンキー・アビシニアコロブス・ゴリラ・チンパンジー・ボノボなどの霊長類、鳥類、爬虫類、魚類、糞虫などの昆虫なども食べる。人間の居住地域である場合は、犬や人間も襲う。捕えた獲物を樹上へ運び、数日にわたって食べたり保存することもある。樹上に持ち上げる力は強く、キリンやクロサイの幼獣を樹上まで運んだ例もある。
トラ・ライオン・ドール・リカオン・ブチハイエナに、本種の幼獣も含めて殺されることもある。これらに殺されるのは通常は衰弱個体や若獣であるが、まれな例としてチンパンジー・ヒヒ類・ナイルワニ・ニシキヘビ類・狩りに失敗してイボイノシシやアフリカタテガミヤマアラシに殺された例もある。
上述の捕らえた獲物を樹上に運ぶ行為は、ライオンやブチハイエナ・カッショクハイエナ等の他の捕食者から獲物を横取りされるのを防ぐのが主な狙いであるとされる。
野生での寿命は10年前後、飼育下では20年ほどである。
繁殖様式は胎生。イランでは1月中旬から2月中旬、アムール地方では1 - 2月、ネパールでは11 - 12月に交尾を行う。妊娠期間は88 - 112日。岩の隙間や樹洞・藪の中などで1回に1 - 6頭（平均2 - 3頭）の幼獣を産む。幼獣は生後18 - 24か月で独立する。生後2年6か月から3年で性成熟する。

## 人間との関係

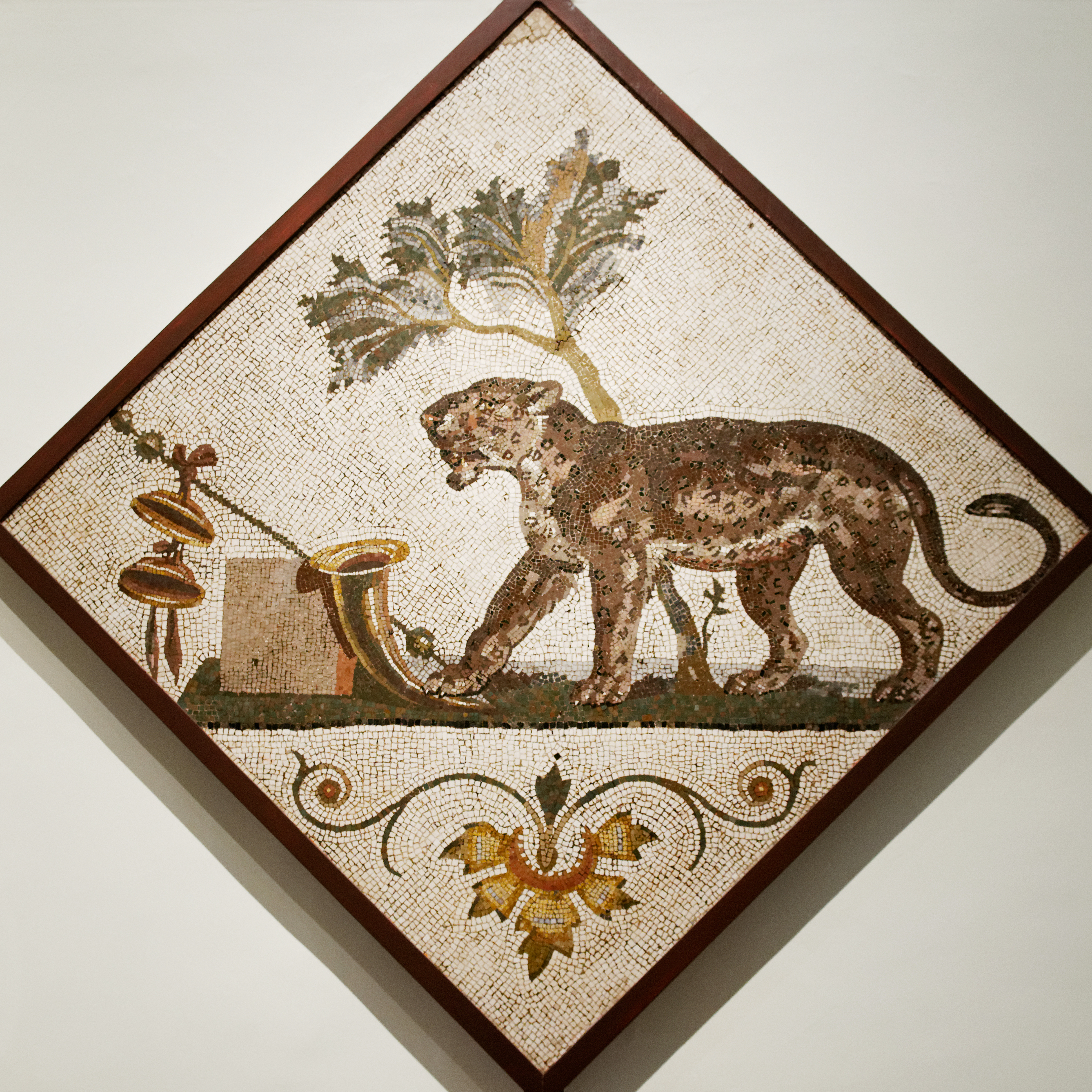
ディオニューソスの象徴の一つとして豹を描いたローマ時代のモザイク（ポンペイ近郊）

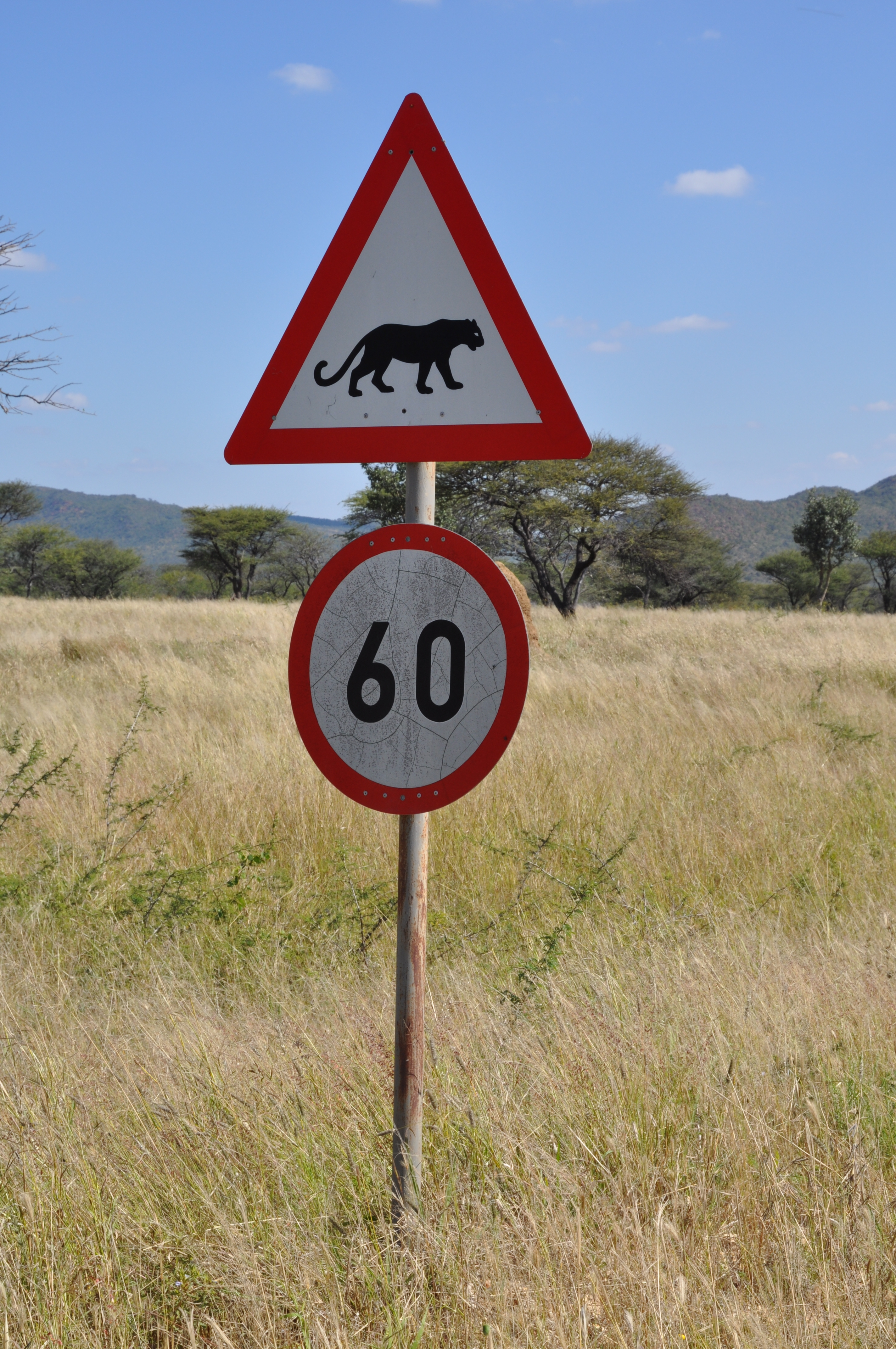
ナミビアの道路標識

狩猟の対象とされることもあり、アフリカでは欧米の狩猟者にとって最も危険な五大猟獣としてサイ・スイギュウ・ゾウ・ライオンと並びビッグファイブとされる。
害獣としての駆除、毛皮目的や娯楽としての狩猟などにより生息数は減少している。1975年のワシントン条約発効時から、ワシントン条約附属書Iに掲載されている。
P. p. delacouri
CRITICALLY ENDANGERED (IUCN Red List Ver. 3.1 (2001))

P. p. kotiya
VULNERABLE (IUCN Red List Ver. 3.1 (2001))

日本では2020年の時点でパンテラ属（ヒョウ属）単位で特定動物に指定され、2019年6月には愛玩目的での飼育が禁止された（2020年6月に施行）。

### 逸話
- 古代ローマではヒョウの息は芳しい香りを放つので、動物たちはこれに魅了され、ヒョウに狩られてしまうと信じられていた。この香りに抗することができるのはユニコーンだけであるとされた。これが転じてキリスト教では、人々をキリストに導く伝道者の象徴とされた。だが実際はヒョウの息にそのような芳香はない。普通の獣臭である。
- 人の態度などがだしぬけに変わることを「豹変」という。これは易経の「君子豹変、小人革面」（君子は豹変し、小人は面を革むる）に由来する。元来、豹の毛が抜け変わり鮮やかな模様が現れる様を「豹変」と呼ぶが、これを転じて、「君子は自らの過ちをはっきりと基本から改める。しかし小物は表面だけを変えてみせる」という意味である。ただし現在では必ずしも善い方向へ改める意味だけでは使われない。
- 英語やドイツ語でヒョウのことを「Leopard」（レパード、レオパルト）というが、日本のファッション誌・業界では「ヒョウ柄」模様のことを「レオパード柄」という。これは最初の関係者がLeopardの英語読みを間違えたか、もしくは米語よりもｒが弱くなるイタリア語読みから借用したとも考えられる。また、英語では「panther」（パンサー）と呼ばれることもあるが、イギリスではヒョウを、アメリカではピューマを指している。
- 豹の和名は「なかつかみ」というが、これは八将神の中心（中つ神）が豹尾神であることからという。
- 日本には生息していないが、同属異種の虎とともに豹は浮世絵や襖絵に多く描かれてきた。
- 小惑星(4198) Pantheraはヒョウの学名にちなんで命名された[15]。

## 紋章

コンゴ民主共和国の国章
ソマリアの国章
マラウイの国章
ベナンの国章
ガボンの国章
バーデン＝ヴュルテンベルク州の紋章